# Domingos Ramos
Domingos Ramos (Bissau — Madina do Boé, 10 de novembro de 1966) é um herói nacional da Guiné-Bissau e Cabo Verde, figura mítica da fase inicial da guerrilha levada a cabo pelo Partido Africano para a Independência da Guiné e Cabo Verde (PAIGC) contra o domínio português nas antigas províncias ultramarinas da Guiné e Cabo Verde.

## Biografia
Nascido em Bissau, Domingos Ramos trabalhou algum tempo como auxiliar hospitalar, antes de ser chamado a se alistar no exército colonial português.
Em 1957 juntou-se clandestinamente ao recém formado Partido Africano da Independência (PAI), antecessor do PAIGC. Após o Massacre de Pidjiguiti, a 3 de agosto de 1959, desertou do exército colonial, juntando-se à guerrilha que lutava pela independência da Guiné Portuguesa.
Em 1961, na condição de militante do PAIGC, foi enviado para a área do Xitole com o fim de mobilizar a população, convencendo a população de Satacura a recusar-se a pagar impostos às autoridades coloniais. Este ato foi prontamente revidado com o uso de força bruta pelas autoridades portuguesas. Com a cabeça a prémio, Domingos Ramos foi forçado a escapar para a Guiné-Conacry, de onde foi enviado para o Gana com o fim de receber treinamento militar. Em 1964 prosseguiu o treinamento militar na Academia Militar de Nanquim, na China, juntamente com outros destacados militante do PAIGC como Francisco "Tchico Té" Mendes, João Bernardo "Nino" Vieira e Osvaldo Vieira.
No final de 1964 ano regressou à Guiné-Bissau, sendo nomeado comandante da Frente Leste, e liderando o primeiro combate organizado de guerrilha da Luta de Libertação Nacional da Guiné-Bissau em dezembro daquele ano. Com seiscentos homens sob o seu comando, levou a cabo numerosos ataques contra alvos portugueses.
Morreu em combate a 10 de novembro de 1966, durante um assalto ao destacamento português altamente fortificado de Madina do Boé, no sudeste da Guiné-Bissau.

## Legado
De personalidade carismática, Domingos Ramos era altamente respeitado pelos seus homens e companheiros de luta, em particular por Amílcar Cabral.
A sua memória foi comemorada na Guiné-Bissau com a emissão de uma nota de cem pesos, com o nome de um internato no Boé, de uma cooperativa agrícola, e de uma rua em Bissau, a Avenida Domingos Ramos.
Em Cabo Verde o antigo Liceu Nacional Adriano Moreira, na cidade da Praia foi renomeado Liceu Domingos Ramos em sua homenagem por despacho do Ministério da Educação e Cultura, de 24 de abril de 1975. A sua imagem surge também numa das moedas do país.